# Petricore
Il petricore (pron. [ˌpetriˈkoːre]) è il profumo di pioggia sulla terra asciutta; viene dal greco πέτρᾱ pétrā "macigno, pietra" e ἰχώρ ichṓr, "icore, linfa (come sangue degli dei)".

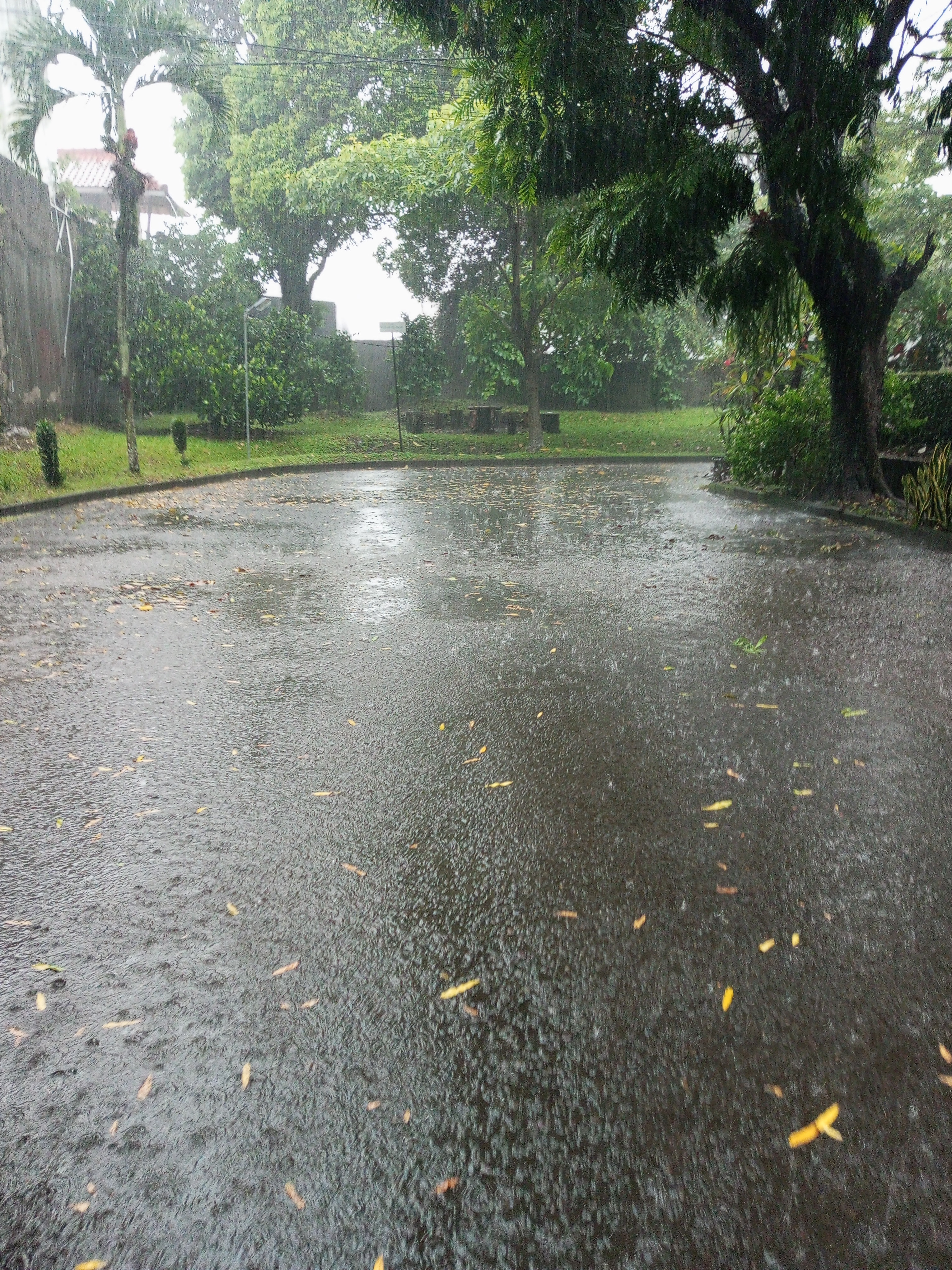
Petricore

## Etimologia
Il termine (in inglese petrichor, pronunciato [ˈpɛtrɨkər]) fu coniato nel 1964 da due ricercatori australiani, Isabel Joy Bear e Richard G. Thomas, per un articolo sulla rivista Nature. Nell'articolo, gli autori descrivono come il profumo deriva da un'essenza che trasuda da alcune piante durante periodi di siccità, e che pertanto viene assorbito dall'argilla presente nel terreno e nelle rocce. In caso di pioggia, quest'olio si diffonde nell'aria insieme con un altro composto, la geosmina, prodotta da alcune specie batteriche tra cui i cianobatteri e gli attinomiceti, producendo il caratteristico odore. In una pubblicazione successiva, Bear e Thomas (1965) hanno dimostrato che l'olio ritarda la germinazione dei semi e delle piante a crescita precoce.
Nel 2015, un'équipe di studiosi del Massachusetts Institute of Technology ha individuato il meccanismo attraverso il quale il petricore è rilasciato nell'aria sotto forma di aerosol. Con videocamere ad alta frequenza di cattura, si è osservato che le gocce di pioggia cadute su una superficie fanno sì che il petricore impregnato nelle porosità di questa superficie venga espulso nell'atmosfera in particelle di grandezza dell'ordine dei micrometri; con il vento, le particelle vengono disperse su larga scala.